# Mieczysław Józef Biernacki
Mieczysław Józef Franciszek Biernacki (ur. 8 listopada 1862 w Giżycach, zm. 30 sierpnia 1948 w Lublinie) – lekarz, działacz społeczny i polityczny, publicysta, długoletni dyrektor Szpitala Miejskiego w Lublinie.

## Życiorys
Urodził się w ziemiańskiej rodzinie Kwiryna Biernackiego h. Poraj, właściciela majątku w wielkopolskich Giżycach, oraz Melanii z Bojanowskich. Nauki elementarne pobierał w rodzinnym domu. Następnie w 1882 roku ukończył Królewskie Katolickie Gimnazjum w Ostrowie Wielkopolskim i zdał egzaminy maturalne. W tym samym roku rozpoczął studia medyczne na Wydziale Lekarskim Uniwersytetu Berlińskiego, które ukończył trzy lata później, uzyskując dyplom doktora medycyny i chirurgii (nostryfikowany 26 listopada 1888 roku na Uniwersytecie Dorpackim). W czasie studiów piastował funkcję przewodniczącego Koła Studentów Polskich.
Po studiach zamieszkał na stałe w Lublinie, gdzie rozpoczął praktykę prywatną. W 1891 roku razem z dr. Kazimierzem Jaczewskim otworzył laboratorium analityczne. Od września 1892 roku pracował w Szpitalu św. Jana Bożego (w 1927 roku przemianowanym na Szpital Miejski). Zaangażował się w działania na rzecz polepszenia stanu higieny w Lublinie i budowy wodociągów miejskich. W 1903 roku objął stanowisko naczelnego lekarza szpitala. Był członkiem szeregu organizacji zawodowych, społecznych i gospodarczych, w tym: Lubelskiego Towarzystwa Lekarskiego (od 1935 roku prezesem), Towarzystwa Walki z Gruźlicą (od 1926 roku prezesem), Towarzystwa Pożyczkowo-Oszczędnościowego (prezesem zarządu w latach 1901–1905), Towarzystwa Kredytowego Miejskiego, Macierzy Szkolnej, Towarzystwa Szerzenia Oświaty „Światło” (prezesem w latach 1907–1911 i 1914), Rady Szkolnej Ziemi Lubelskiej, Towarzystwa Opieki nad Zabytkami Przeszłości, Towarzystwa Przyjaciół Teatru Polskiego w Lublinie, Towarzystwa Literacko-Naukowego, Warszawskiego Towarzystwa Muzycznego (prezesem w latach 1902–1905), klubu sportowego KS Lublinianka. W okresie I wojny światowej i w latach międzywojennych wchodził w skład Rady Miasta i Magistratu.
W połowie pierwszej dekady XX wieku zaangażował się w działalność polityczną. Bezskutecznie kandydował do II Dumy z listy pedecji. W tym samym okresie rozpoczął działalność publicystyczną i redaktorską. Od 1906 roku był wydawcą i redaktorem „Kuriera”, po jego likwidacji w 1913 roku „Codziennego Kuriera Lubelskiego”. W latach międzywojennych publikował w miejscowej prasie artykuły dotyczące medycyny, gospodarki, literatury, muzyki i teatru oraz polityki. Był działaczem Bezpartyjnego Bloku Współpracy z Rządem i Obozu Zjednoczenia Narodowego. W 1928 roku objął stanowisko dyrektora Szpitala Miejskiego i pozostał nim aż do usunięcia przez Niemców w 1942 roku. Po wybuchu II wojny światowej zamieszkał przy szpitalu. Udzielał pomocy żołnierzom podziemia, pomagał ukrywać Żydów oraz osoby ścigane przez Gestapo. Po zajęciu miasta (25 lipca 1944 roku) przez Armię Czerwoną nowe władze przywróciły go na stanowisko dyrektora szpitala, lecz zły stan zdrowia spowodował jego odejście w marcu 1945 roku na emeryturę.
Od 1890 roku był żonaty z Zofią Anną Weysflog, mieli dwóch synów: Mieczysława i Andrzeja oraz córkę Jadwigę (ur. 1906).
Zmarł w 1948 roku i został pochowany na cmentarzu przy ulicy Lipowej.

## Ordery i odznaczenia
- Złoty Krzyż Zasługi (17 maja 1946)[1]

## Upamiętnienie
Jego imieniem została nazwana dawna ulica Bonifraterska, przy której mieścił się Szpital Miejski.